# Balonmano en los Juegos Panafricanos de 2023
El Balonmano en los Juegos Panafricanos de 2023 se llevó a cabo del 13 al 22 de marzo en Accra, Ghana.

## Resultados
| Evento    | Oro    | Plata                           | Bronce  |
| --------- | ------ | ------------------------------- | ------- |
| Masculino | Egipto | República Democrática del Congo | Nigeria |
| Femenino  | Angola | República Democrática del Congo | Camerún |

## Medallero
| Núm. | País                            | Oro | Plata | Bronce | Total |
| ---- | ------------------------------- | --- | ----- | ------ | ----- |
| 1    | Angola                          | 1   | 0     | 0      | 1     |
| 1    | Egipto                          | 1   | 0     | 0      | 1     |
| 3    | República Democrática del Congo | 0   | 2     | 0      | 2     |
| 4    | Camerún                         | 0   | 0     | 1      | 1     |
| 4    | Nigeria                         | 0   | 0     | 1      | 1     |